# Caserne des cohortes urbaines
La caserne des cohortes urbaines (en latin : Castra Urbana) sert de garnison à partir de la fin du IIIe siècle pour les soldats des cohortes urbaines chargés du maintien de l'ordre public dans Rome depuis leur création par Auguste et dirigés par le préfet de la Ville.

## Localisation
La caserne est édifiée sur le Champ de Mars entre le Campus Agrippæ et le Forum Suarium, dans la Regio VII - Via Lata. Cet emplacement devait permettre aux cohortes urbaines de se déployer plus rapidement dans la ville en suivant les grands axes : la via Flaminia puis la via Lata permettent en effet de rejoindre rapidement le cœur de la ville. La position excentrée du camp prétorien devait limiter l'efficacité de ces troupes. Selon cette hypothèse, il paraît raisonnable de penser que la séparation des prétoriens et des cohortes urbaines a dû intervenir assez rapidement après leur création sous Auguste.

## Histoire
Un passage du Chronographe de 354 indique que la caserne est construite entre 270 et 275 ap. J.-C., sur ordre de l'empereur Aurélien, mais il est plus probable que la construction soit bien antérieure. Aurélien a pu en fait mener une restauration suffisamment importante pour se permettre une nouvelle dédicace.
Avant la construction d'une caserne dédiée, les troupes des cohortes urbaines stationnaient dans la caserne de la Garde prétorienne (Castra Praetoria), étant donné que dans certaines situations d'urgence, elles pouvaient servir de troupes auxiliaires aux cohortes prétoriennes, et ce durant au moins les deux premiers siècles.
Des hypothèses récentes datent la construction de la nouvelle caserne entre la fin du IIe siècle et le début du IIIe siècle, à l'occasion de la réorganisation des cohortes urbaines sous les Sévères. L'augmentation des effectifs qui en a résulté a pu rendre indispensable l'établissement de nouveaux quartiers.